# Il margine
Il margine (La marge) è un film del 1976 diretto da Walerian Borowczyk tratto dal romanzo La marge (1967) dello scrittore francese André Pieyre de Mandiargues.
Altri titoli di Borowczyk sono adattamenti delle opere dello stesso autore come: l'episodio La marée del film Racconti immorali del 1974, l'episodo Marceline del film Tre donne immorali? del 1979 tratto dal racconto Le sang de l'agneu e il film La regina della notte del 1988 tratto dal romanzo Tout disparaîtra.

## Trama
Sigismund è un giovane che vive felice con la moglie Sergine e il figlio piccolo, accuditi dalla governante Féline in una bella e accogliente casa di campagna; il suo rapporto con la moglie è idilliaco tanto da prometterle, ricambiato, fedeltà eterna; suo cugino Antonin, proprietario di un'azienda vinicola, gli propone di fare un giro d'affari per le città francesi fino a Parigi per presentare i suoi prodotti: il giovane accetta.
Giunto a Parigi, Sigismond comincia a frequentare il giro di prostitute d'un albergo controllato da un protettore particolarmente attento ai movimenti delle sue "ragazze". Sigismond viene adescato dalla fredda e cinica Diana, la più elegante delle prostitute del quartiere, che per il primo rapporto chiede 200 franchi. 
Un giorno, recatosi al servizio di fermo posta, Sigismond riceve una lettera inviata, con suo grande stupore, dall'indirizzo di casa sua, scritta dalla governante Féline; ne legge alcune righe, quelle in cui s'annuncia il suicidio della moglie.
Sigismond torna in albergo e ha un altro rapporto con Diana per cui paga spontaneamente il doppio di quanto già pagato la prima volta; Diana accetta senza interrogarsi minimamente sul motivo di tanta prodigalità e con parte del ricavato si compra un capo di biancheria intima che indossa di nascosto in un bagno dell'albergo, ma viene scoperta dal suo protettore che reagisce schiaffeggiandola e sottraendole l'indumento. Infine, accontenta ancora Sigismond concedendogli un rapporto orale per 500 franchi. Al termine della prestazione, Diana intuisce che nel giovane cliente sta alimentandosi un'indole autodistruttiva e, spaventata, prima accompagna Sigismond fuori dalla porta della camera d'albergo, poi fugge dicendogli addio. Sigismond la rincorre invano. Salito in camera, Sigismond apre la busta con la lettera a lui indirizzata e ne legge il contenuto, stavolta per intero: il figlio è morto annegato nel punto più profondo della piscina e la moglie s'è suicidata lanciandosi da una torre. Sigismond s'allontana con l'auto, si ferma in un punto imprecisato della città, preleva una rivoltella dal cruscotto e si suicida sparandosi.

## Distribuzione
Il margine è stato distribuito anche con il titolo Emmanuelle 77 per sfruttare la popolarità del personaggio reso celebre, al cinema, dall'attrice Sylvia Kristel, e nel mercato anglofono con il titolo The streetwalker.

## Censura
Il margine ha subito 20 minuti circa di tagli, e tutt'oggi è difficile reperirne una versione integrale. Tra le scene sforbiciate quella in cui Sigismond e Diana giocano con un uovo sodo, assente da molte versioni estere del film. Nella versione italiana sono stati rimossi un paio di nudi frontali di Joe Dallesandro, un breve intermezzo con la cameriera dell'hotel, e sono stati accorciati gli amplessi tra Sigismond e Diana
La versione italiana, edita in VHS con il settimanale l'Espresso nella collezione I classici proibiti nuova serie, ha una durata di 89 minuti.

## Critica
Come altre opere di Borowczyk, anche Il margine concede alla critica l'opportunità di elaborare concetti sul surrealismo, sul limite tra erotismo e pornografia, sul rapporto tra Eros e Thanatos (pulsione di vita e pulsione di morte) e sui rapporti di potere tra gli individui, tutti elementi che, associati a una tecnica di montaggio sincopata e frammentata, attribuiscono al regista uno stile anarcoide. 
(Borowczyk, Walerian in Enciclopedia del Cinema Treccani (2003))
(Il Mereghetti Dizionario dei film 2014 .)
(Il Morandini Dizionario dei film 2000.)

## Colonna sonora
La colonna sonora del film comprende brani di genere pop e pop rock degli anni '70 che sottolineano in modo suggestivo e a tratti struggente la condizione esistenziale del protagonista attraverso il passaggio da una vita familiare dedita alla spensieratezza, alle frivolezze e all'amore e all'affetto puri, a una dimensione cupa in cui Sigismond sprofonda, lontano dalla famiglia e divorato da una metropoli buia e dai meccanismi del sesso mercenario, fino al tragico epilogo.
Song for you del 1976, del duo pop francese Square, è un brano lento che tratteggia i momenti idilliaci della giovane coppia di sposi all'inizio della pellicola facendo da contrappunto sonoro a un erotismo inizialmente etereo, e risulta struggente quando funge da commento musicale alle parole scandite dalla voce fuori campo che annunciano la tragedia a Sigismond nel pre-finale
Lazy Ways, brano rock del 1976 del gruppo britannico 10cc, le cui note risuonano da un juke box dell'hotel, scandisce il frangente in cui Diana adesca rapidamente Sigismond
I'm not in love, brano del 1975, dei 10cc, sottolinea la passione nel primo rapporto a pagamento consumato tra Sigismond e Diana nella camera dell'albergo.
Shine On You Crazy Diamond (1975) dei Pink Floyd, di cui si ascolta il lungo intro, rende perfettamente l'atmosfera di perdizione e smarrimento che pervade la pellicola nel momento in cui Sigismond rincorre Diana per le scale dell'albergo, per i vicoli scuri della città fin dentro una stazione deserta della metropolitana, anticipando gli attimi finali in cui si consuma l'ulteriore tragedia.
1. Charles Dumont – Une femme
2. Elton John – Funeral for a Friend (inserito nell'album Goodbye Yellow Brick Road) (Elton John e Bernie Taupin)
3. Square-Inckchalk-Sixtown – Song for You
4. Pink Floyd – Shine On You Crazy Diamond (inserito nell'album Wish You Were Here) (Richard Wright, Roger Waters, David Gilmour)
5. Sailor – Glass of Champagne (inserito nell'album Trouble) (Georg Kajanus)
6. 10cc – Lazy Ways (inserito nell'album How Dare You!) (Lol Creme e Eric Stewart)
7. 10cc – I'm Not in Love (inserito nell'album The Original Soundtrack) (Graham Gouldman e Eric Stewart)
8. Afric Simone – Hafanana (Afric Simone e Stan Regal)
9. Chimène (René Joly)
10. Carlos Gardel – Yira Yira
11. Bianco Baccica – Bandoneron Arraballero
12. Fréhel – Où est-il donc? (tratto dal film Il bandito della Casbah) (Vincent Scotto)
13. Je me prépare à l'amour (Jacques Morali e Alain Bernardin)
14. Valse en si mineur OP/69 2 (Frédéric Chopin)
15. Elton John – Saturday Night's Alright (For Fighting) (inserito nell'album Goodbye Yellow Brick Road) (Elton John e Bernie Taupin)